# Marc Pulvar
Pour les articles homonymes, voir Pulvar.
Marc Pulvar, né le 25 avril 1936 à Rivière-Salée et mort le 3 février 2008 à Fort-de-France, est un syndicaliste français et un nationaliste martiniquais. Il a aussi été professeur de mathématiques.

## Biographie
Après des études de mathématiques, Marc Pulvar enseigne à l'Institut martiniquais d'études (IME), une école privée qu'il crée avec son beau-frère Édouard Glissant. Toutefois, ses activités syndicales et politiques l'accaparant de plus en plus, il délaisse par la suite l'enseignement pour des cours particuliers.
En 1962, il devient membre de l’Organisation de la jeunesse anticolonialiste de la Martinique et signataire du Manifeste de l'OJAM » (« La Martinique aux Martiniquais »), placardé dans toute l'île les 23 et 24 décembre 1962, notamment avec Joseph René-Corail « Kokho », Rodolphe Désiré, Renaud de Grandmaison, Henri Pied et Hervé Florent.
Il est l'un des fondateurs et le secrétaire général de la centrale syndicale des travailleurs martiniquais (CSTM), premier syndicat indépendant des organisations françaises, créé en 1974 à la suite de la répression de la grève du Chalvet.
Le 8 décembre 1983, il est arrêté alors qu'il allait porter plainte contre la tentative d'assassinat dont il avait été victime de la part d'un dog patronal, Victor Ledoux. Après plus de deux mois d'emprisonnement, il est condamné à 18 mois de prison dont 12 fermes, tandis que Ledoux est relaxé. En appel, la condamnation de Pulvar est réduite à un an avec sursis contre un mois au nervis patronal,.
Avec Alfred Marie-Jeanne, Lucien Veilleur et Garcin Malsa, il crée en 1973 le mouvement « La Parole au Peuple », qui devient en 1978 le Mouvement indépendantiste martiniquais (MIM), organisation qui revendique le droit à l'autodétermination du peuple martiniquais et dont il sera le secrétaire général et l'inspirateur de la ligne politique.
Après s'être mis en 1977 à l'étude du droit pour pouvoir défendre les travailleurs, il devient un expert redouté par le patronat au Conseil des prud'hommes, gagnant le surnom de « Monsieur Auroux » en raison de sa connaissance intime des lois Auroux sur le droit du travail.
Marc Pulvar est aussi connu pour son engagement en faveur de l'environnement.
Il meurt d'un cancer dans la nuit du 3 février 2008 au CHU de la Meynard à Fort-de-France en Martinique à l'âge de 71 ans. Il est enterré dans le cimetière de Rivière-Salée.
La même année, l'écrivain Raphaël Confiant lui a consacré un hommage en rappelant son implication au premier rang des grèves, la tentative d'assassinat dont il avait été victime et son emprisonnement, toutes choses ayant impressionné les Martiniquais,,.

## Vie privée
Marc Pulvar est le père de la journaliste Audrey Pulvar, née de l'union avec Emma (Marlène) Auspice, membre d'une grande famille de l'île.

## Affaire judiciaire

### Accusation d'inceste après sa mort
En février 2021, il est accusé posthumément d’actes pédocriminels par trois femmes de sa famille qui expliquent, dans une tribune, vouloir mettre un terme à l'« héroïsation du personnage,, ». Audrey Pulvar qualifie alors son père de « monstre »,.